# Nationaal Archief

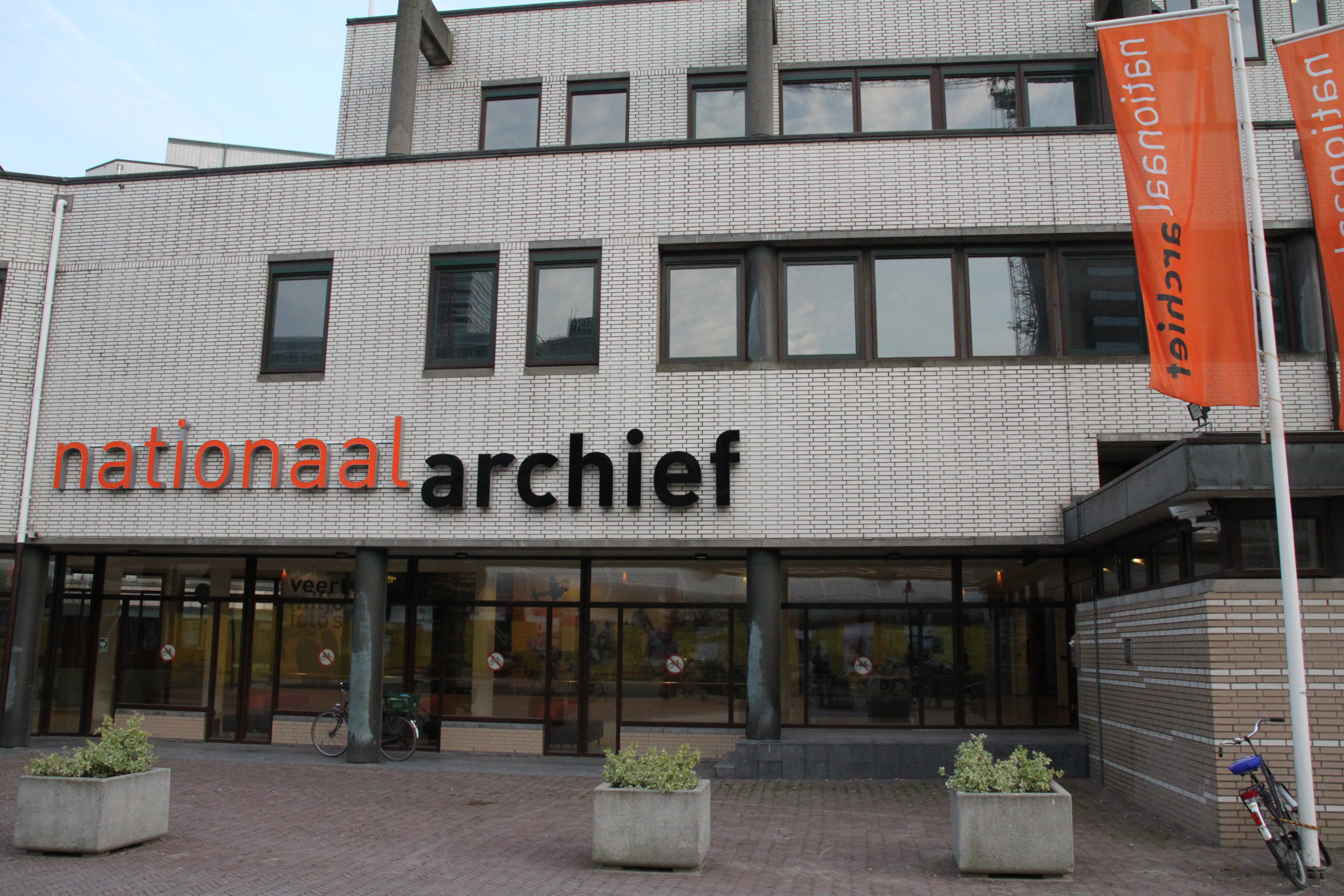
Vstup do Nationaal Archief v Haagu

Nationaal Archief je hlavní národní archiv Nizozemska se sídlem v Haagu. Spravuje archivy kabinetu královny, první a druhé komory, bývalých kolonií a všech ministerstev. Obsahuje také četné soukromé archivy, které mají vnitrostátní význam, včetně archivů domácích i zahraničních známých politiků a vlivných rodin, klubů a mateřských organizací, náboženských komunit a podniků. Na mezinárodní úrovni velkou sbírku map a kreseb. Velký význam nejen pro Nizozemsko má archiv Nizozemské Východoindické společnosti, kterou za účelem rozdělení rizika a zisku spojeného s obchodováním s východní Indií založili v roce 1602 bohatí obchodníci z Amsterdamu. Tento archiv byl společně s archivy v Jihoafrické unii, Indii, na Srí Lance a v Indonésii v roce 2003 zapsán jako Paměť světa (Memory of the World) společností UNESCO.

## Wikimedia Commons
Archivy Anefo Photo ve spolupráci s archivem Nationaal Archief poskytly Wikipedii pod licencí public domain v roce 2012 celkem asi 140 000 snímků z nizozemských zpravodajských zpráv od roku 1959 do 1989 pod licencí CC-by-SA. Snímky byly nahrány na úložiště obrázků Wikimedia Commons.

## Galerie

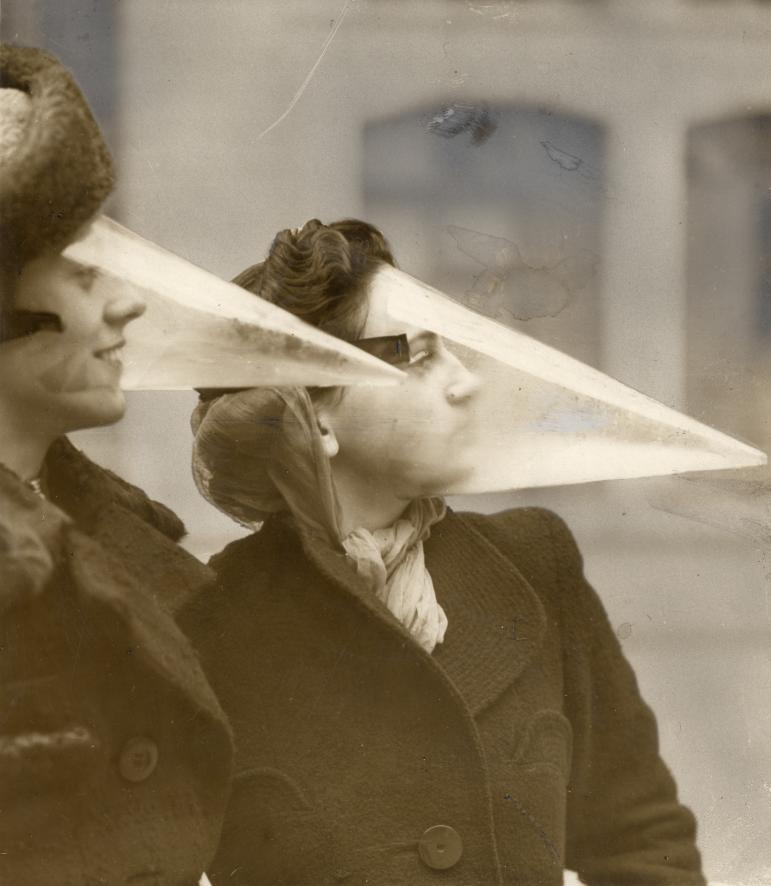
Zima – plastová ochrana obličeje před sněhovou bouří, Kanada, Montreal, 1939, Nationaal Archief
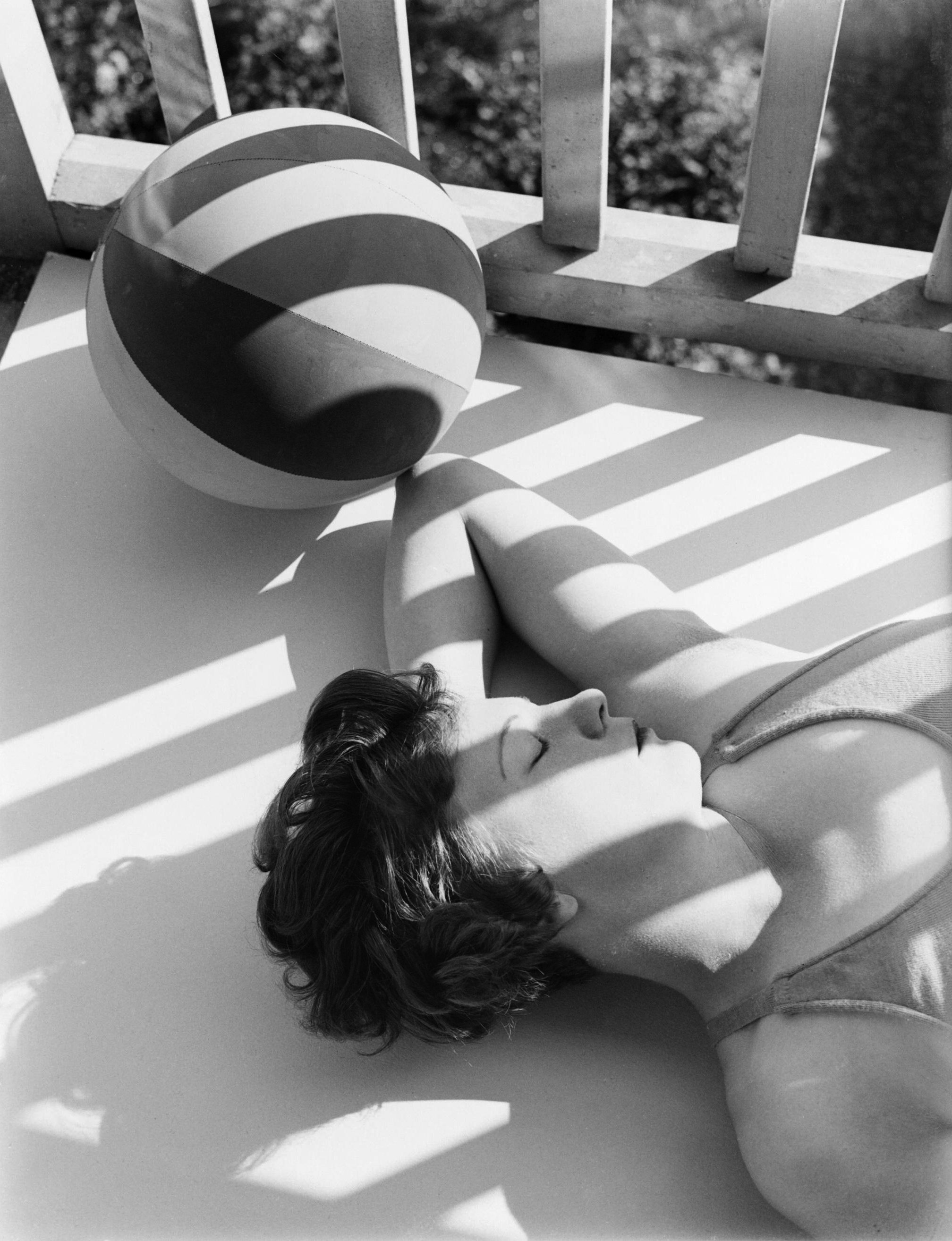
Modelka s balónem, Nationaal Archief
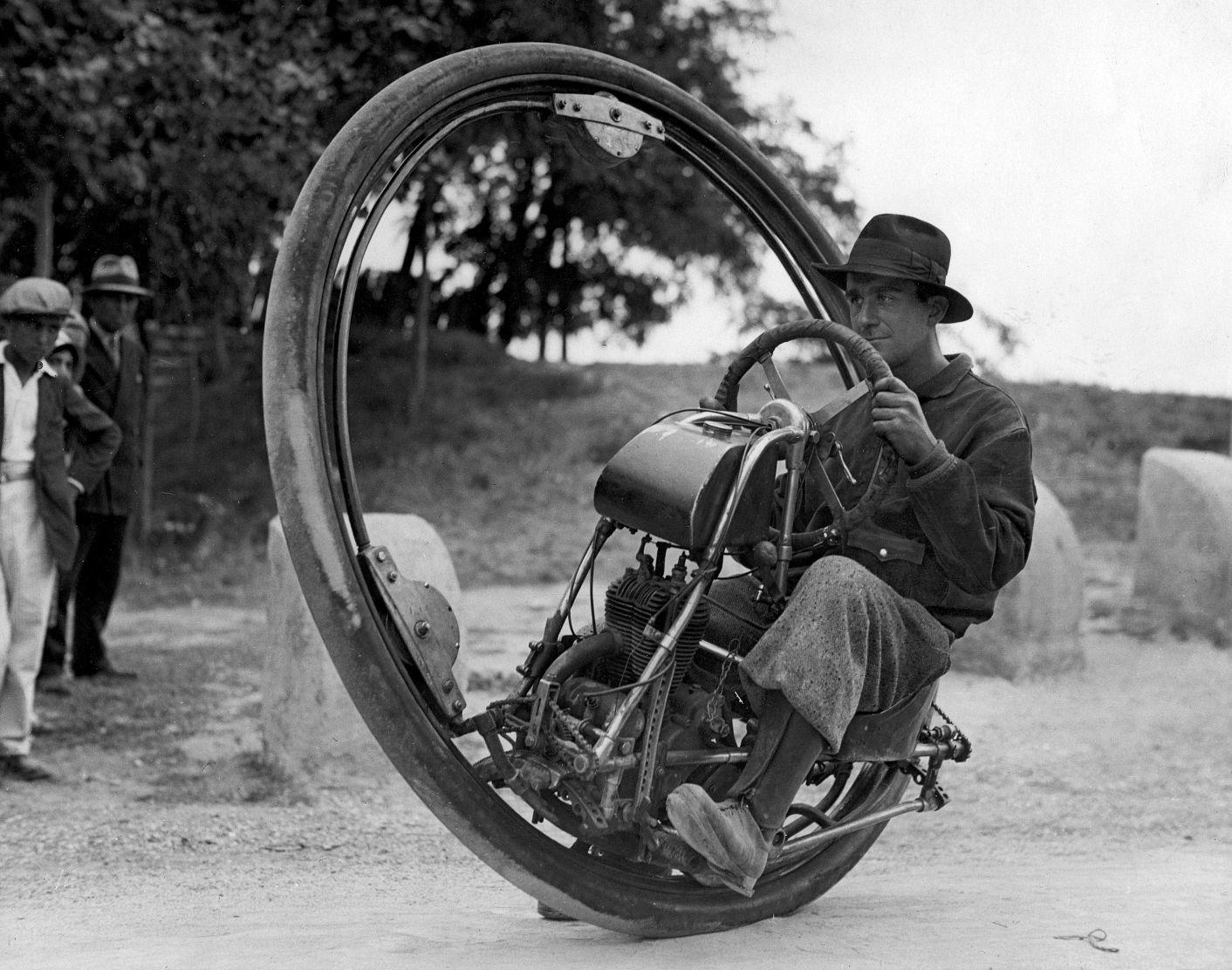
Jednokolový motocykl. 1931, Nationaal Archief
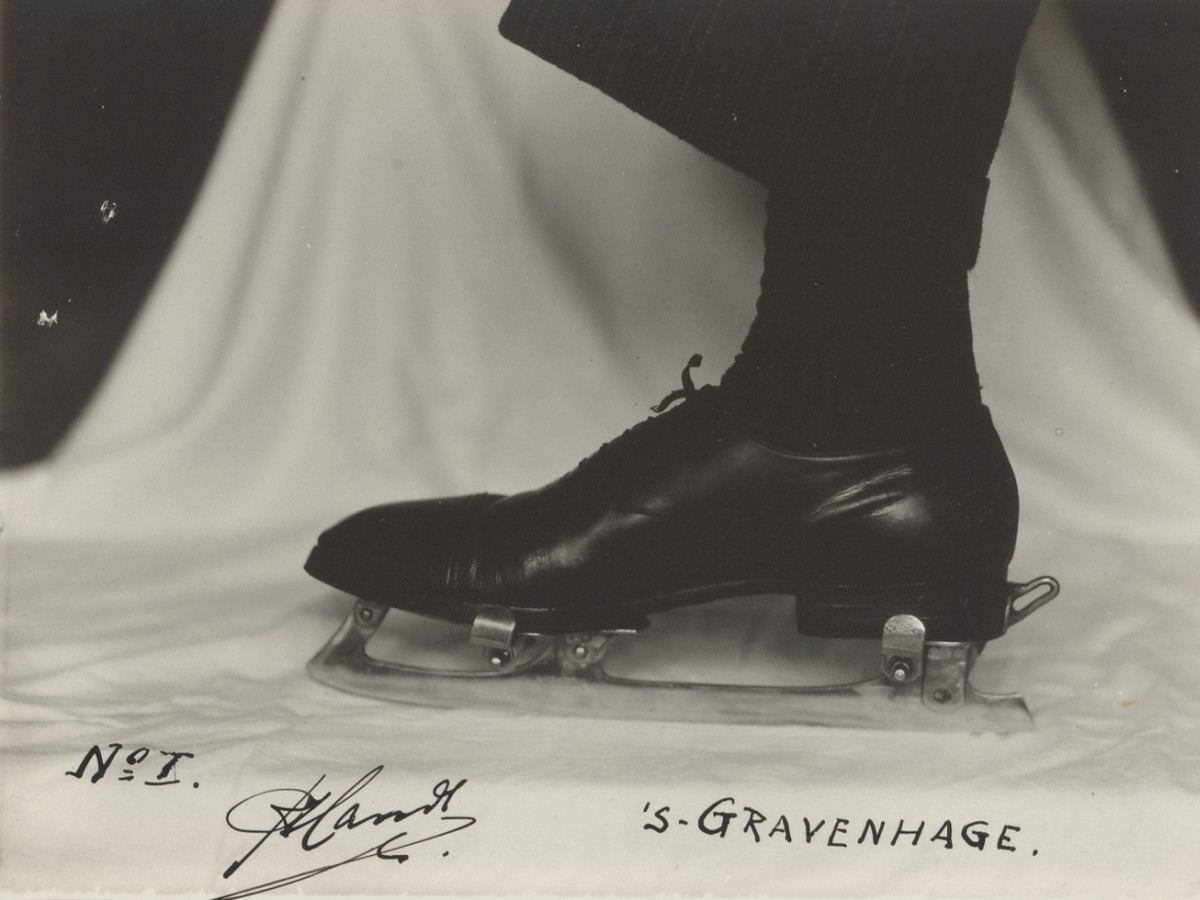
Patent R. Handla na brusle, které se mohly připnout na botu, 23. října 1936, Nationaal Archief
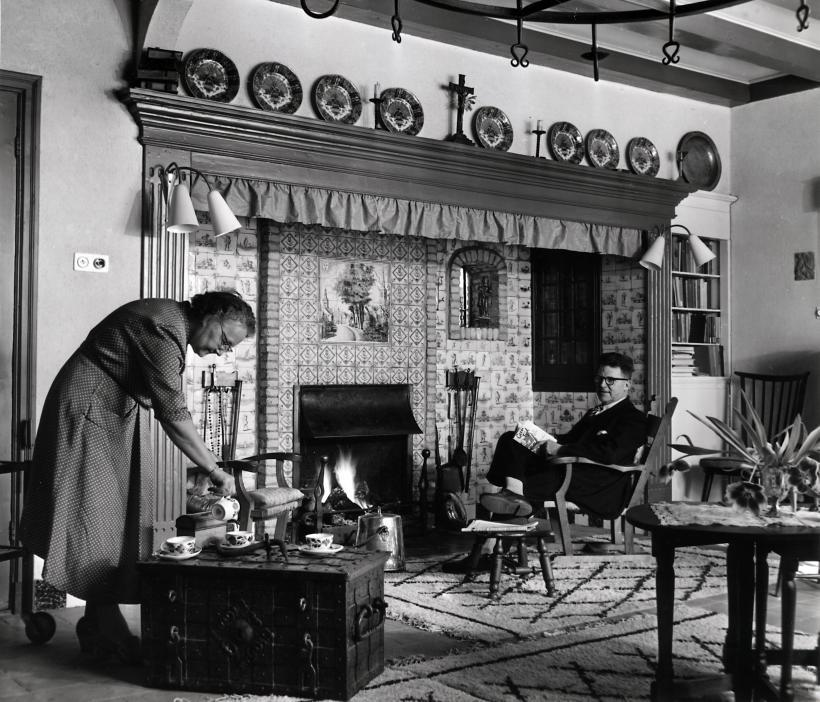
C. J. M. Mol, lékař a poslanec sedí u sebe doma u krbu. Jeho žena nalévá čaj. Etten, Nizozemsko, 18. února 1956
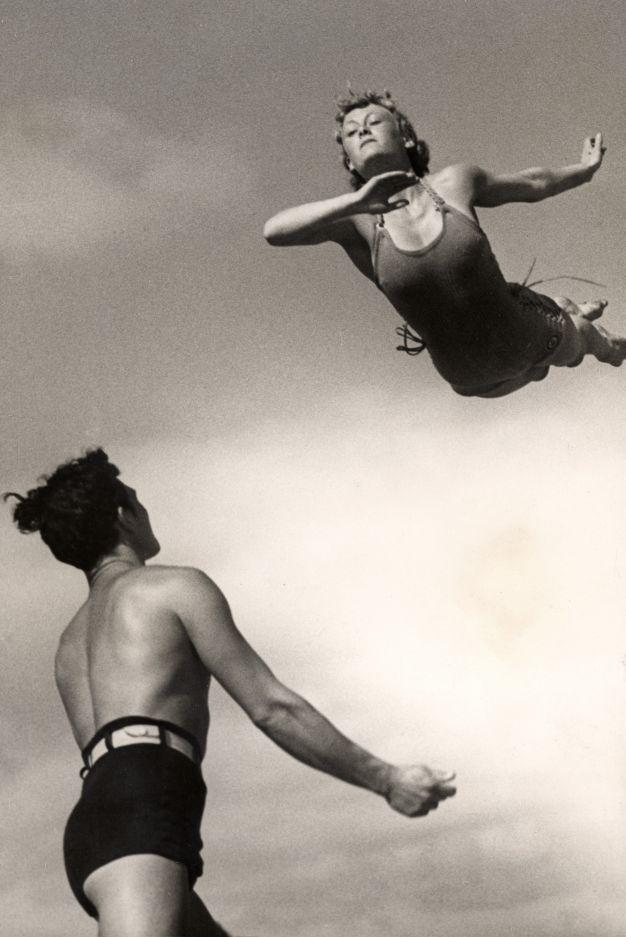
Život na pláži, muž je připraven chytit ženu, vyšlo v ilustrovaném magazínu Het Leven (Život), 1937
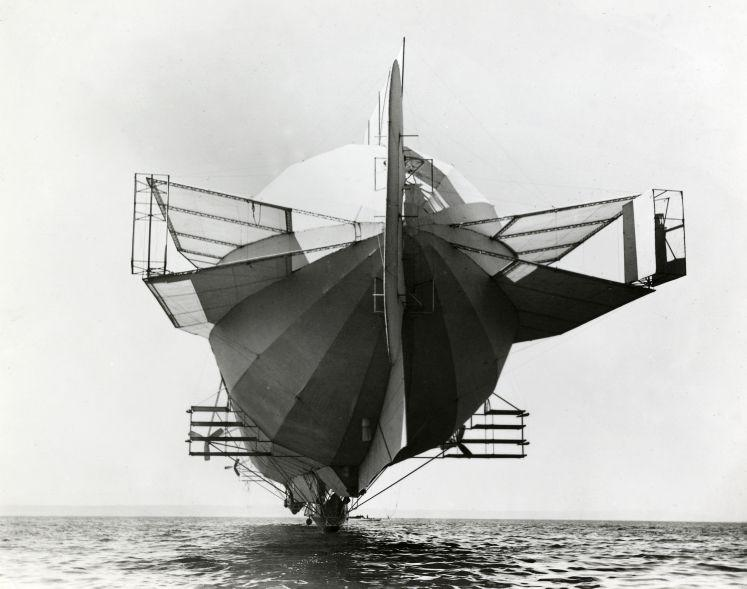
Německá loď Zeppelin LZ 4 se stabilizátory, 1908